# 尼古拉·波普拉申
尼古拉·波普拉申（1951年—），波黑政治人物。1998年11月至1999年12月，担任塞族共和国总统。

## 生平
1951年，生于南斯拉夫北部松博尔。曾担任波黑塞尔维亚激进党主席，现为塞族共和国参议院议员。